# Rugosofusulina
Rugosofusulina, en ocasiones erróneamente denominado Rugofusulina, es un género de foraminífero bentónico de la subfamilia Schwagerininae, de la familia Schwagerinidae, de la superfamilia Fusulinoidea, del suborden Fusulinina y del orden Fusulinida. Su especie tipo es Alveolina prisca. Su rango cronoestratigráfico abarca desde el Gzheliense (Carbonífero superior) hasta el Wuchiapingiense (Pérmico superior).

## Discusión
Clasificaciones más recientes incluyen Rugosofusulina en la superfamilia Schwagerinoidea, y en la subclase Fusulinana de la clase Fusulinata. Algunas clasificaciones incluyen Rugosofusulina en la subfamilia Rugosofusulininae y en la familia Rugosofusulinidae. Rugosofusulina ha sido considerado un sinónimo posterior de Pseudofusulina.

## Clasificación
Se describieron numerosas especies de Rugosofusulina. Entre las especies más interesantes o más conocidas destacaban:
- Rugosofusulina prisca †
- Rugosofusulina stabilis †
- Rugosofusulina vulgariformis †

Un listado completo de las especies descritas en el género Rugosofusulina puede verse en el siguiente anexo.